# Гірницька телевежа
Гірни́цька телеве́жа — вантова висотна споруда зі сталевих труб висотою 190 метрів. Збудована у 2018 році в місті Гірник Донецької області з метою трансляції радіо та телебачення на тимчасово окуповану територію.

## Історія будівництва
Станом на початок 2018 року, в прифронтовому районі поблизу міста Донецьк існувала «біла пляма», на території якої не велось теле- та радіомовлення українських станцій. У зв'язку з цим Міністерством інформаційної політики було прийнято рішення про побудову телевежі, що покрила б Авдіївку, Мар'їнку, Новотроїцьке та інші прилеглі території. Протягом липня радіостанції та телеканали отримали тимчасовий дозвіл на мовлення за спрощеною процедурою, серед яких Radio NV, Армія FM, Радіо «М», Русское Радио Україна, Країна FM, Вільне радіо, телеканал СТБ, ICTV та інші.
У травні 2018 року від міської ради Гірника було отримано в оренду землю під будівництво. До вересня велись підготовчі земельні роботи, зведення огорожі, проведення електропостачання. Власне зведення вежі тривало 17 днів і вже 28 вересня була встановлена остання секція. Ця 190-метрова вежа є найвищою, що була збудована за часи незалежності України. За розрахунками радіус мовлення для кіловатних радіопередавачів передбачається близько 30-40 кілометрів, а для 5-кіловатних близько 100 кілометрів. При достатній потужності передавачів сигнал повинен покривати окупований Донецьк та ще на відстань 40 км за його межі.

## Протидія мовленню
Майже одночасно з повідомленням про зведення вежі в Гірнику, так зване «міністерство зв'язку» угруповання ДНР повідомило про введення в експлуатацію потужного цифрового передавача у форматі DVB-T2 в окупованій Горлівці. Якщо буде встановлено такий самий передавач, то частоти будуть конфліктувати, тому сигнал буде заглушено з обох сторін. В цьому випадку можна змістити сигнал. Якщо передавачі будуть різними, то заглушиться сигнал передавача з меншою потужністю.